# Epische verdichting
Epische verdichting (ook wel epische concentratie genoemd) is het verschijnsel van het toedichten van daden en gebeurtenissen aan een meer algemeen bekende, al dan niet historische, figuur.
Een voorbeeld hiervan ziet men in ridderromans, waarin sir Lancelot en Karel de Grote als voorbeeld worden genoemd. Lancelot is voor zover bekend geheel verzonnen, maar er zijn parallellen aan te wijzen tussen zijn leven en bijvoorbeeld dat van William Marshall. Of Karel de Grote een historische figuur is wordt door weinigen betwist, maar wel staat vast dat een groot deel van de aan hem toegeschreven daden vaak aantoonbaar voor zijn geboorte of na zijn dood hebben plaatsgevonden, of op plaatsen waar hij nooit is geweest.
Epische verdichting komt nog steeds voor. Zo had de westerse pers in de jaren 70 de neiging om aanslagen erg gemakkelijk aan Aboe Nidal dan wel de Jakhals toe te schrijven.